# Zasada trzech fauli
Zasada trzech fauli (język angielski: three fouls rule) – popularna zasada obowiązująca w niektórych odmianach bilardu, m.in. w snookerze, ósemce, dziewiątce, czternaście plus jeden oraz w większości gier na nich opartych (np. w dziesiątce i ósemce angielskiej).
W większości gier bilardowych zasada mówi, że gracz popełniający trzy faule z rzędu, nie wykonując pomiędzy nimi żadnego udanego zagrania, przegrywa partię.
W czternaście plus jeden trzy faule z rzędu nie powodują przegrania partii, lecz odjęcie 15 punktów od wyniku gracza oraz ponowne ustawienie bil i rozbicie.
W snookerze zasada trzech fauli obowiązuje tylko przy otwartej sytuacji na stole, to znaczy wtedy, gdy zawodnik może trafić bilą białą w bilę zagrywaną centralnie w środek.
W snookerze oraz dziewiątce po drugim faulu popełnionym przez zawodnika sędzia ma obowiązek ostrzec go i ewentualnie udzielić wskazówek dotyczących zagrania. Inaczej jest w ósemce angielskiej, gdzie sędzia nie może udzielać zawodnikowi żadnych rad w decydujących momentach gry.